# اندرو جانسون (بازیکن فوتبال)
اندرو جانسون (انگلیسی: Andrew Johnson؛ زادهٔ ۱۰ فوریهٔ ۱۹۸۱) یک بازیکن فوتبال در پست مهاجم اهل انگلستان است.

## باشگاهی
از باشگاه‌هایی که در آن بازی کرده‌است می‌توان به کویینز پارک رنجرز، بیرمنگام سیتی، اورتون، باشگاه فوتبال فولام، لوتون تاون و کریستال پالاس اشاره کرد.

## تیم ملی
وی همچنین در تیم ملی فوتبال انگلستان بازی کرده است.